# Nine Stones (Belstone)

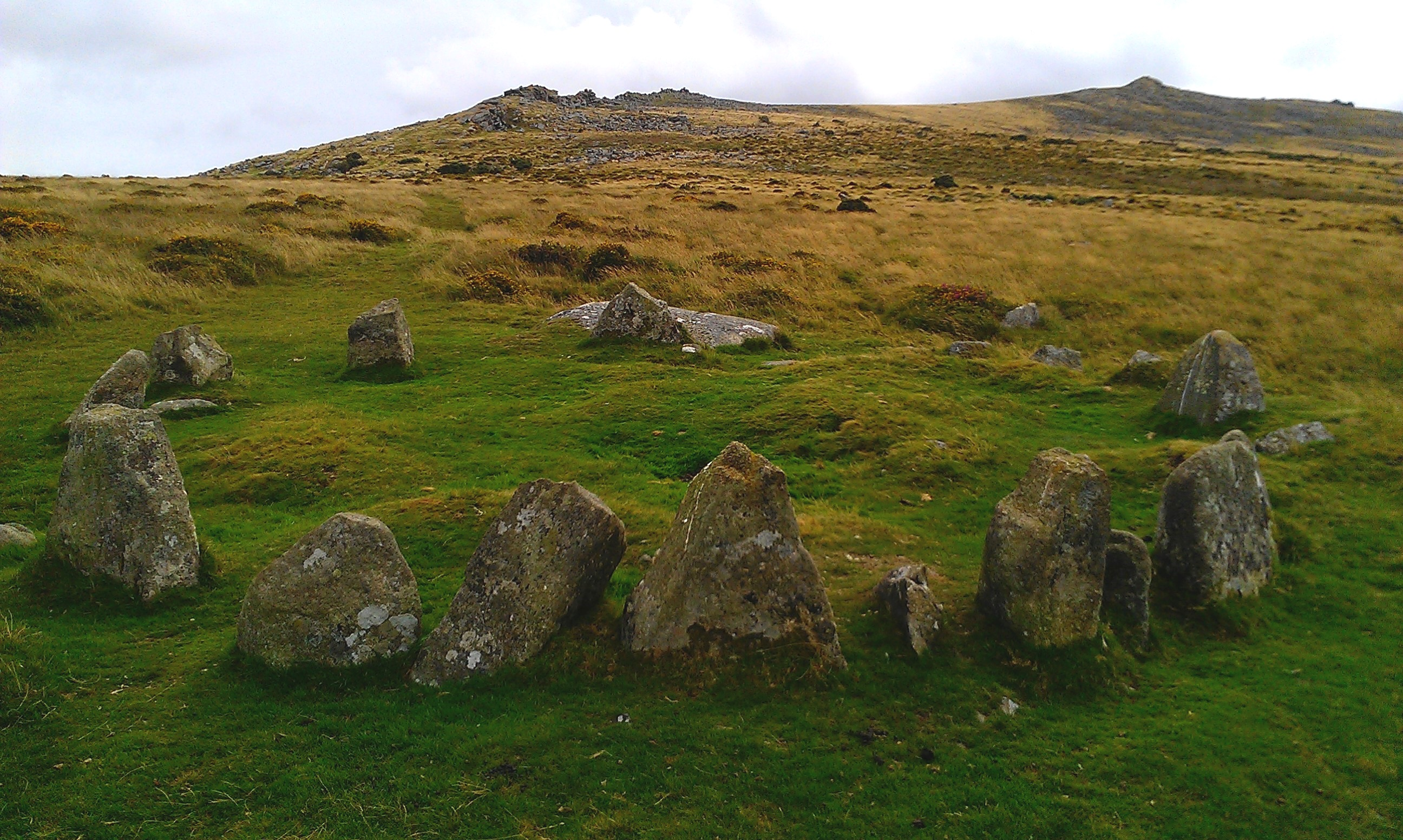
Nine Stones

Nine Stones (auch Seventeen Brothers genannt) ist ein Ring Cairn (mitunter korrekter als „Ring Bank Enclosure“, fälschlich auch als Ring Barrow oder Steinkreis bezeichnet) am Belstone Tor, etwa 1,0 km südwestlich von Belstone, bei Okehampton in  Devon in England.
Nicht zu verwechseln mit Nine Stanes (auch „Garrol wood“ oder „Mulloch wood“ genannt) in Kincardineshire, Ninestane Rig in Schottland, Nine Stones (Winterbourne Abbas) bzw. Nine Stones (Altarnun) in Cornwall.
Der Ring Cairn von Nine Stones ist kein Steinkreis. Er ist der Überrest eines runden Grabhügels. Es gibt Lücken im Kreis, was darauf hindeutet, dass es ursprünglich etwa 40 Randsteine gab. Keiner der Steine ist größer als 0,9 m. Es gibt Spuren einer Kammer sind innerhalb des Kreises. Das sind Belege für einen zerstörten Cairn und eine zerstörte Steinkiste.

Nine Stones Ring cairn
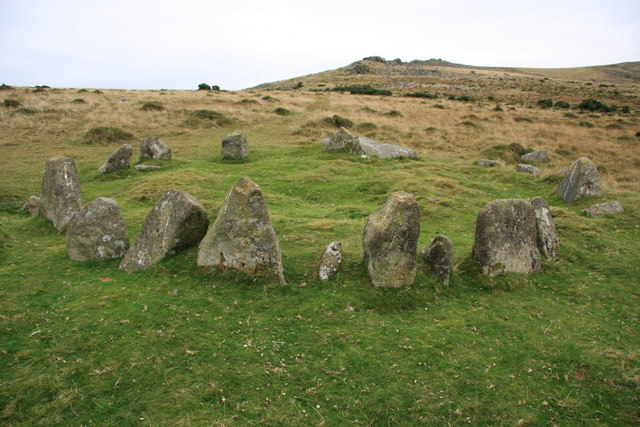
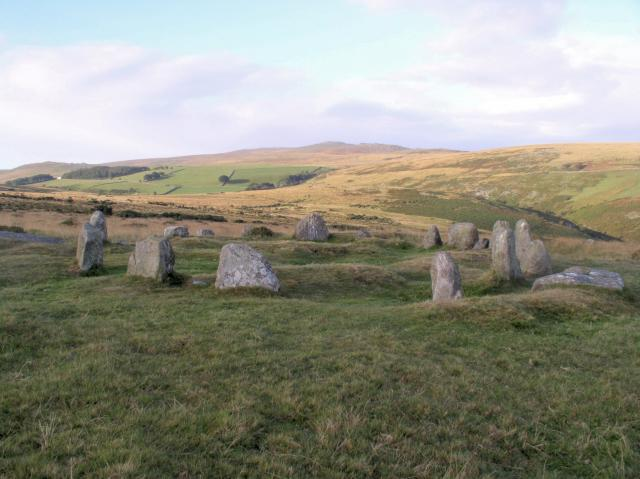
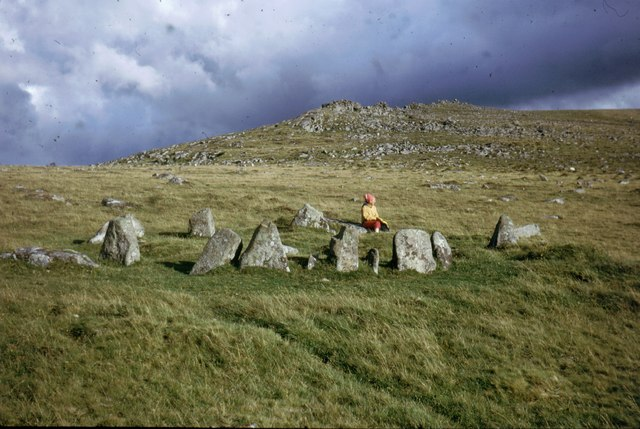